# Травянисто-зелёная плетевидка
Травянисто-зелёная плетевидка (лат. Ahaetulla prasina) — вид змей из семейства ужеобразных (Colubridae).
Общая длина достигает 2 м. Имеет сильно вытянутое, тонкое и сжатое с боков туловище, удлинённую и заострённую голову. Диаметр тела составляет всего 1,5—2 сантиметра. Спина окрашена в яркий салатово-зелёный цвет. Могут быть серыми, жёлтыми, телесного или кремового цвета, с белыми и чёрными чёрточками на спине и по бокам, образующими косые линии. Брюхо светлое с белыми или жёлтыми краями брюшных щитков. Глаза большие с горизонтальным зрачком.
Любит равнинные участки и нижний пояс гор. Большую часть жизни проводит на деревьях. Встречается на высоте до 1400 метров над уровнем моря. Легко и быстро передвигается по ветвям, как бы плавая в кроне деревьев. Активна днём. Питается птицами, древесными лягушками, ящерицами, реже наземными грызунами.
Яд этой змеи не опасен для человека.
Это живородящая змея. Самка рождает до 10 детёнышей.
Распространена от Сиккима (Индия), Бутана и Бангладеш до Малайзии, Камбоджи и Филиппин. Иногда встречается в Китае.

## Фото

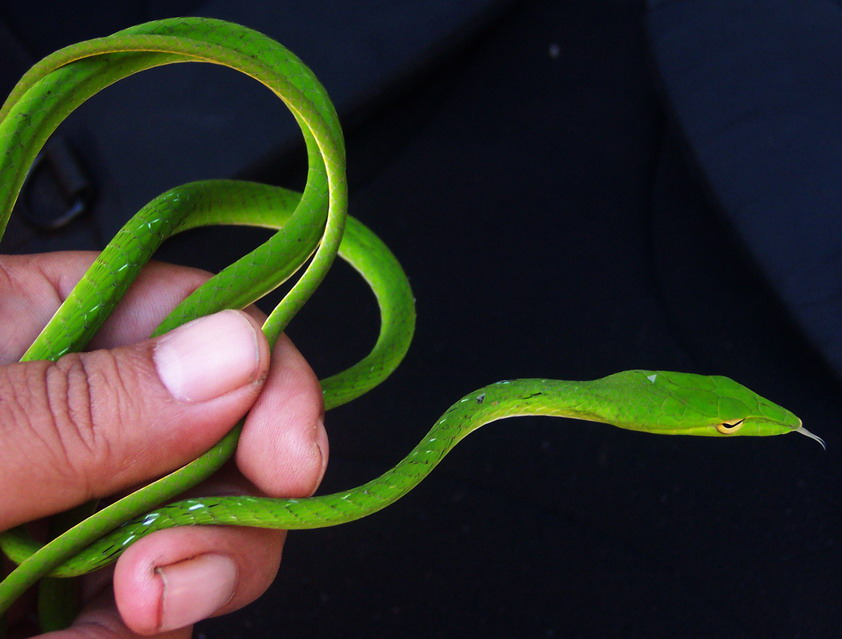
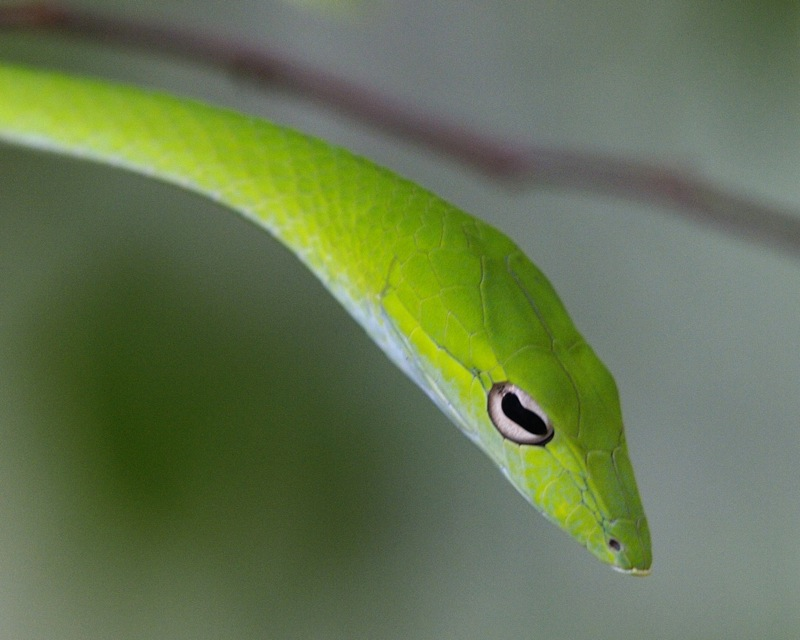
Голова травянисто-зеленой плетевидки